# W74 (核砲彈)
W74是一枚實驗性的美國核砲彈。

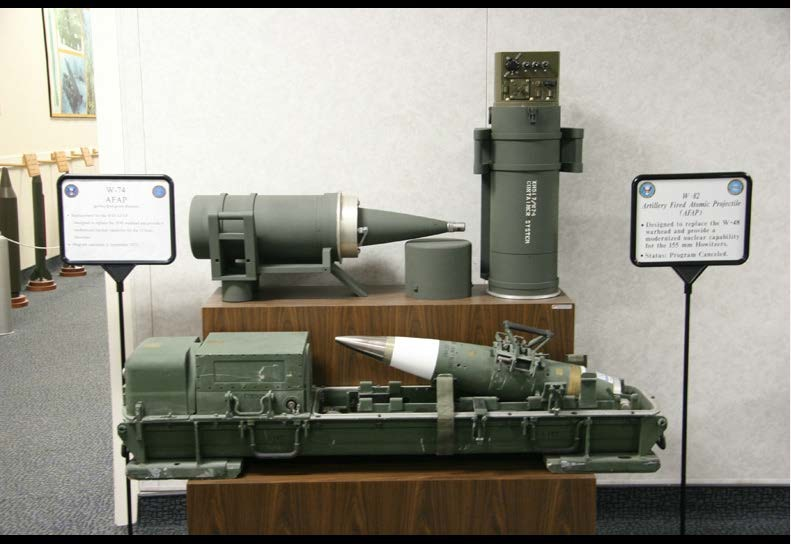
位於上方的W74火炮彈道核武器(Artillery-Fired Atomic Projectile，AFAP)

為回應美國陸軍在1969年要求更換155 mm W48核砲彈的要求，洛斯阿拉莫斯國家實驗室開始研製W74核砲彈。然而，到1973年中期，該計劃在沒有生產武器的情況下終止。W74研發計劃取消的主要原因是它採用的技術過時和成本高昂。W74只利用核裂變，精度沒有提高，而且沒有能力進一步發展為中子彈，所以這是一枚沒有實質性進步的武器，每枚砲彈的價值$425,000美金(1973年)。

## W75
W75和W74的直徑同為8英吋(203 mm)。許多人認為它是一個過時的武器，部署成本高，不值得追求。研發計劃在勞倫斯利佛摩國家實驗室於1973年展開，並在2年後終止。